# Le Club des bandes dessinées
Le Club des bandes dessinées (CBD; französisch für Der Club der Comics), 1964 umbenannt in Centre d'Études des Littératures d'Expression Graphique (CELEG; etwa Studienzentrum der Literatur des graphischen Ausdrucks), war der erste organisierte Zusammenschluss französischer Comicfreunde.
Der Club des bandes dessinées wurde am 29. März 1962 in einer Zeit gegründet, als in Frankreich Comics zunehmend nicht mehr nur als Kinderlektüre angesehen wurden, sich die unter dem Namen des Comiczeichners – d. h. nicht mehr nur unter dem Comictitel – bekannten bandes dessinées d’auteur (Autorencomics) entwickelten und Comics allgemein eine selbstreflektierte Ausdrucksform (self-aware form) wurden. Der Gründung vorausgegangen war im Juli 1961 die Veröffentlichung des folgenreichen Artikels Bandes dessinées et Science-fiction, l’âge d’or en France 1934–1940 von Pierre Strinati in der einflussreichen französischen Science-Fiction-Zeitschrift Fiction, der allgemein als Geburtsurkunde für die bédéphilie, das Interesse an den (französischen) Comics, angesehen wird.
Der Club widmete sich anfangs dennoch den Comics der dreißiger und vierziger Jahre, also aus der Kindheitszeit seiner Mitglieder. Zwei Jahre nach seiner Gründung, als der Club in „Centre d’Études des Littératures d’Expression Graphique“ (CELEG) umbenannt wurde, wurde jedoch auch sein Interessenfeld ausgeweitet und umfasste fortan auch die zeitgenössischen Comics. Noch im gleichen Jahr (nach anderen Angaben erst 1966) kam es zur Abspaltung der Société Civile d'Études et de Recherches des Littératures Dessinées (SOCERLID; etwa Zivile Studien- und Forschungsgesellschaft der gezeichneten Literatur), die ähnliche Ziele wie das CELEG verfolgte (beispielsweise Herausgabe der Zeitschrift Phénix) und später seine Vorreiterrolle übernahm.
Bereits 1967 wurde das CELEG aufgelöst, wird jedoch trotz seines kurzen Bestehens als „außerordentlich einflußreich“ bezeichnet.

## Mitglieder und Aktivitäten
Zu den Gründungsmitgliedern des Club des bandes dessinées gehörten Nouvelle-Vague-Filmregisseur Alain Resnais (u. a. Nacht und Nebel; Hiroshima, mon amour), der Vizepräsident des Clubs wurde, der Cartoonzeichner Jean-Claude Forest (Schöpfer von Barbarella), die Kritiker Francis Lacassin und Pierre Couperie, die Soziologin Évelyne Sullerot und die Journalisten Jacques Champreux und Jean-Claude Romer. Sie ließen nostalgisch die Comics ihrer Kindheit hochleben, interessierten sich aber auch für Weiterentwicklungen. Entweder bei der Gründung oder in späteren Jahren traten außerdem der Avantgarde-Filmregisseur Chris Marker, den Schriftsteller Alain Robbe-Grillet, den Philosophen Edgar Morin, die Pressegrößen Pierre Lazareff und Paul Winkler (Gewerkschaftspräsident der Presseagentur), sowie weitere Intellektuelle und Künstler bei.
Der Club des bandes dessinées bzw. später das CELEG sowie Jean-Jacques Pauvert gaben ab Juli 1962 die vierteljährlich erscheinende, von Francis Lacassin ins Leben gerufene Zeitschrift Giff-Wiff heraus, die ihren Namen von einem mythischen Tier in Rudolph Dirks’/Harold Knerrs Comic The Katzenjammer Kids erhalten hatte. Unter der Leitung von Forest als Artistic Director wurden in Giff-Wiff – erstmals in Frankreich – zunächst Studien über Comiczeichner und ihre Werke der dreißiger und vierziger Jahre veröffentlicht. Auch nach der Umorientierung von Club des bandes dessinées/CELEG konzentrierte sie sich noch viel auf die dreißiger Jahre, die „Goldene Zeit“ der Comis. Als eine der ersten Veröffentlichungen „intellektualisierte“ sie die französischen Comics. Der italienische Schriftsteller und Philosoph Umberto Eco steuerte einen Artikel bei, der Comiczeichner Morris stellte unveröffentlichte Zeichnungen von Lucky Luke zur Verfügung. Die Themen der Zeitschrift reichten jedoch zuweilen auch über den Bereich der Comics hinaus, etwa mit der Vergabe eines Preises an Chris Markers Avantgarde-Kurzfilm Am Rande des Rollfelds (La Jetée) 1963. Mit der Auflösung des CELEG 1967 endete auch die Herausgabe von Giff-Wiff.
Außerdem organisierten der Club des bandes dessinées bzw. CELEG Mitglieder-Treffen und druckte vollständige Episoden älterer Comics neu, beispielsweise Flash Gordon, Popeye und Mandrake, der Zauberer.